# Salhouse
Salhouse is een civil parish in het bestuurlijke gebied Broadland, in het Engelse graafschap Norfolk met 1486 inwoners.